# M osztályú bolygó
A Star Trek elképzelt univerzumában az M osztályú bolygók a Földhöz hasonlatos planéták, nitrogén-oxigén légkörrel, melyek képesek szénalapú élet fenntartására. Gyakran, de nem minden esetben rendelkeznek holddal. A Star Trek univerzumban a legtöbb nagy civilizáció ilyen bolygón fejlődött ki (kivételt képeznek a Breenek és a Tholiánok). Az M osztály elnevezés rövidítés, eredetileg a Minshara vulkáni szóval jelölték az ilyen bolygókat.